# 도쿄 지하철 7000계 전동차
도쿄 지하철 7000계 전동차(일본어: 東京地下鉄7000系電車)는 1974년부터 2022년까지 운행했던 도쿄 메트로 (이전 제도고속도교통영단)의 전동차이다.
이 차량은 유라쿠초 선에 투입될 목적으로 제작되었으나 현재는 개조공사를 거쳐, 후쿠토신 선은 물론 도부 도조 선, 이케부쿠로 선, 도요코 선, 미나토미라이 선에서도 운행되고 있다.

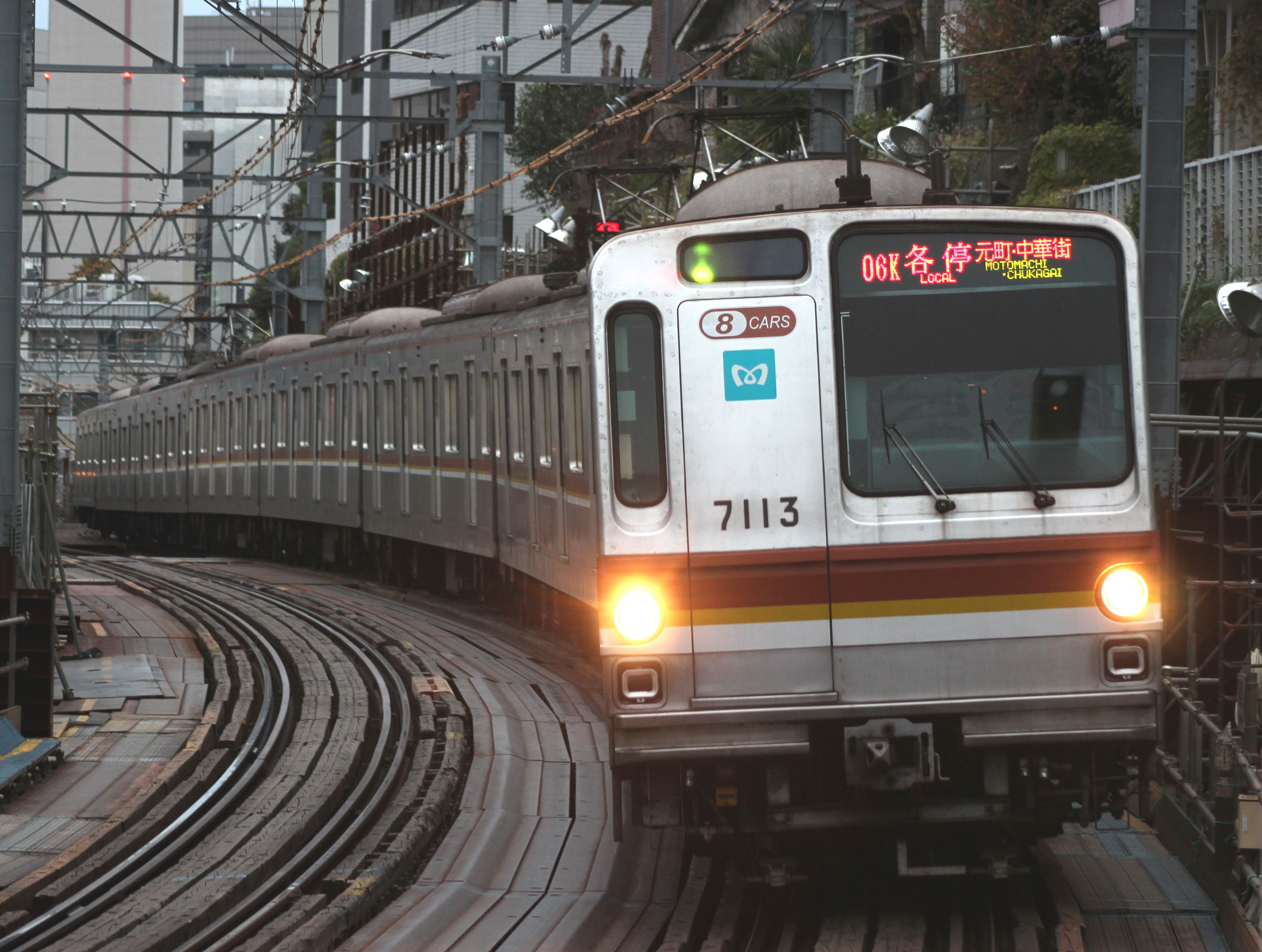
후쿠토신선 전용 7000계

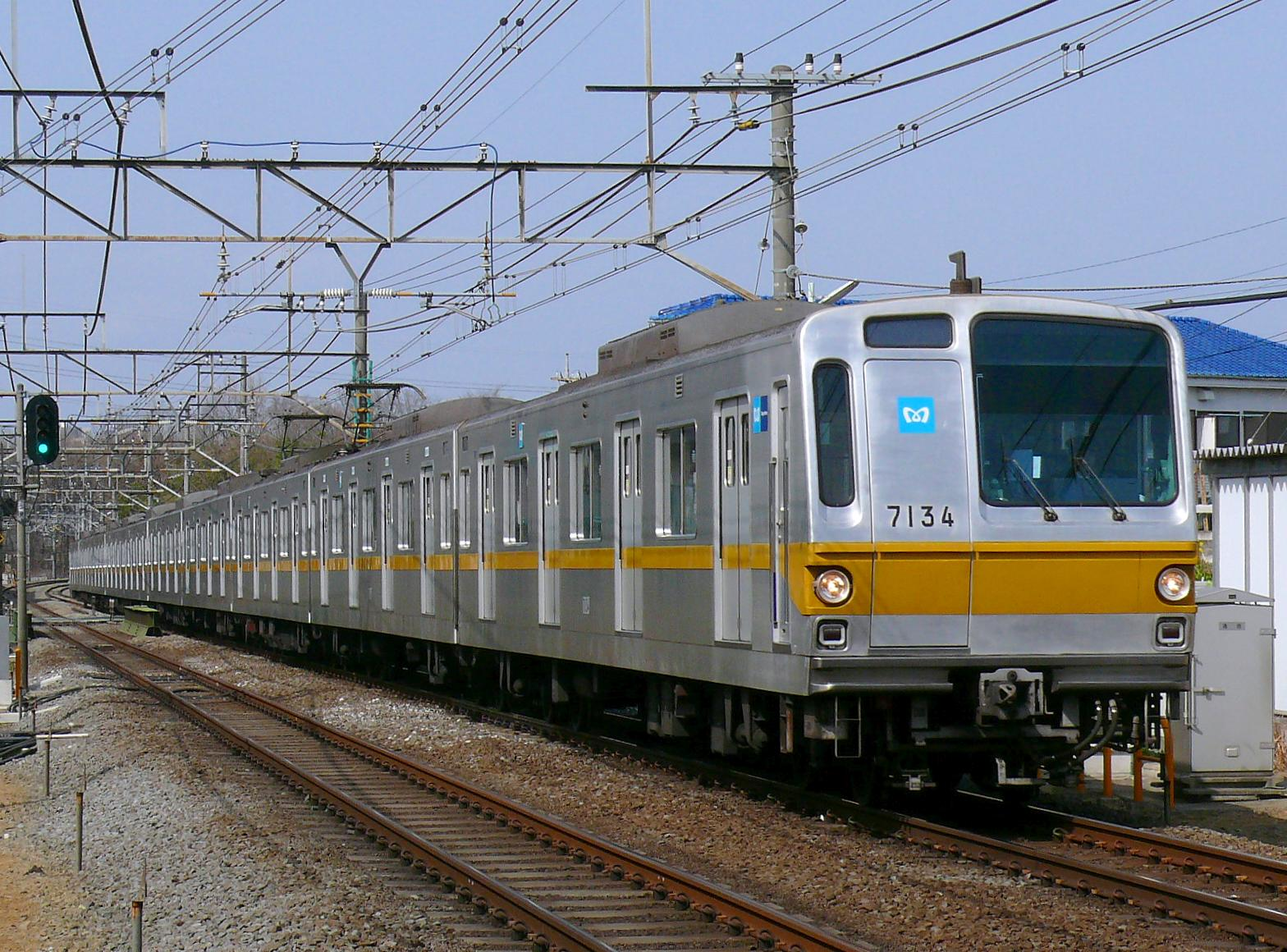
유라쿠초선 전용 7000계

## 편성표
- 10량 편성 （제1,2,4,5,10,18편성）

|          | 신키바／시부야・요코하마・모토마치・주카가이／와코시・신린코엔・한노 |                               |                               |                               |                               |                               |                               |                               |                               |                               |
| 차번호   | 10                                                                   | 9                             | 8                             | 7                             | 6                             | 5                             | 4                             | 3                             | 2                             | 1                             |
| 형식     | 7100형 (CT1)                                                         | 7200형 (T2)                   | 7300형 (M1)                   | 7400형 (M2')                  | 7500형 (Tc1)                  | 7600형 (Tc2)                  | 7700형 (M1)                   | 7800형 (M2)                   | 7900형 (M1)                   | 7000형 (CT2)                  |
| 주요기기 |                                                                      |                               | VVVF                          | MG,CP                         | SIV                           | SIV                           | VVVF                          | MG,CP                         | VVVF,MG                       | CP                            |
| 차량번호 | 7101 7102 7104 7105 7110 7118                                        | 7201 7202 7204 7205 7210 7218 | 7301 7302 7304 7305 7310 7318 | 7401 7402 7404 7405 7410 7418 | 7501 7502 7504 7505 7510 7518 | 7601 7602 7604 7605 7610 7618 | 7701 7702 7704 7705 7710 7718 | 7801 7802 7804 7805 7810 7818 | 7901 7902 7904 7905 7910 7918 | 7001 7002 7004 7005 7010 7018 |

- 8량 편성(제3,9,13,15,16,19,20,27~34편성）

|          | 시부야・요코하마・모토마치・주카가이／와코시・신린코엔・한노 |                                                |                                                |                                                |                                                |                                                |                                                |                                                |
| 호차     | 8                                                            | 7                                              | 6                                              | 5                                              | 4                                              | 3                                              | 2                                              | 1                                              |
| 형식     | 7100형 (CT1)                                                 | 7300형 (M1)                                    | 7400형 (M2)                                    | 7500형 (Tc1)                                   | 7200형 (Tc2)                                   | 7900형 (M1)                                    | 7800형 (M2)                                    | 7000형 (CT2)                                   |
| 주요기기 |                                                              | VVVF                                           | CP                                             | SIV                                            | SIV                                            | VVVF                                           | CP                                             | CP                                             |
| 차량번호 | 7103 7109 7113 7115 7116 7119 7120 7127 : 7134               | 7303 7309 7313 7315 7316 7319 7320 7327 : 7334 | 7403 7409 7413 7415 7416 7419 7420 7427 : 7434 | 7503 7509 7513 7515 7516 7519 7520 7527 : 7534 | 7203 7209 7213 7215 7216 7219 7220 7227 : 7234 | 7903 7909 7913 7915 7916 7919 7920 7927 : 7934 | 7803 7809 7813 7815 7816 7819 7820 7827 : 7834 | 7003 7009 7013 7015 7016 7019 7020 7027 : 7034 |

| 범례 - VVVF: 주제어기 - MG: 냉방발전기 - SIV: 정지형 인버터 - CP: 공기정화기                                                                                      |
| 참고 - 10량 편성 중 7500형과 7600형, 8량 편성 중 7500과 7200형에는 중간운전대가 설치되어 있다. 차량기지에서 검수 시 5량, 혹은 4량으로 분리하기 위해서 설치되었다. |

- 10량 편성 개조 전 편성형태

|          | 신키바・와코시・신린코엔・한노 |             |             |              |              |              |             |             |             |              |
| 形式     | 7100형 (CT1)                   | 7200형 (T2) | 7300형 (M1) | 7400형 (M2') | 7500형 (Tc1) | 7600형 (Tc2) | 7700형 (M1) | 7800형 (M2) | 7900형 (M1) | 7000형 (CM2) |
| 주요기기 |                                |             | CHOP        | MG,CP        | [補]         | [補]         | CHOP        | MG,CP       | CHOP        | MG,CP        |

| 범례 - CHOP: 쵸퍼제어기 - [補]: 냉방전원제어기(정지형 인버터, 혹은 DC-DC 컨버터） |

## 현황
| 차호     | 도입 시기      | 운행 중단 시기 | 비고                                                                 |
| -------- | -------------- | -------------- | -------------------------------------------------------------------- |
| 701 편성 | 1974년, 1983년 | 2021년         | 8랑 편성을 감축되었다.                                               |
| 702 편성 | 1974년, 1983년 | 2021년         |                                                                      |
| 703 편성 | 1974년, 1983년 | 2021년         | 8량 편성을 감축되었다.                                               |
| 704 편성 | 1974년, 1983년 | 2021년         |                                                                      |
| 705 편성 | 1974년, 1983년 | 2021년         |                                                                      |
| 706 편성 | 1974년, 1983년 | 2008년         |                                                                      |
| 707 편성 | 1974년, 1983년 | 2008년         |                                                                      |
| 708 편성 | 1974년, 1983년 | 2008년         |                                                                      |
| 709 편성 | 1974년, 1983년 | 2021년         | 8량 편성을 감축되었다.                                               |
| 710 편성 | 1974년, 1983년 | 2021년         |                                                                      |
| 711 편성 | 1974년, 1983년 | 2009년         |                                                                      |
| 712 편성 | 1974년, 1983년 | 2009년         |                                                                      |
| 713 편성 | 1974년, 1983년 | 2022년         | 8량 편성을 감축되었다.                                               |
| 714 편성 | 1974년, 1983년 | 2008년         |                                                                      |
| 715 편성 | 1974년, 1983년 | 2021년         | 8량 편성을 감축되었다.                                               |
| 716 편성 | 1974년, 1983년 | 2022년         | 8량 편성을 감축되었다.                                               |
| 717 편성 | 1974년, 1983년 | 2009년         | 인도네시아에 매각 되었다.                                            |
| 718 편성 | 1974년, 1983년 | 2021년         |                                                                      |
| 719 편성 | 1974년, 1983년 | 2021년         | 8량 편성을 감축되었다.                                               |
| 720 편성 | 1980년, 1983년 | 2021년         | 8량 편성을 감축되었다.                                               |
| 721 편성 | 1983년         | 2009년         | 10량 상태로 도입되었다. 또한 인도네시아에 매각되었다.                |
| 722 편성 | 1983년         | 2009년         | 10량 상태로 도입되었다. 또한 인도네시아에 매각되었다.                |
| 723 편성 | 1983년         | 2009년         | 10량 상태로 도입되었다. 또한 인도네시아에 매각 후 화재로 폐차되었다. |
| 724 편성 | 1983년         | 2009년         | 10량 상태로 도입되었다.                                              |
| 725 편성 | 1983년         | 2009년         | 10량 상태로 도입되었다.                                              |
| 726 편성 | 1983년         | 2008년         | 10량 상태로 도입되었다.                                              |
| 727 편성 | 1987년         | 2021년         | 10량 상태로 도입되었다. 또한 8량 편성을 감축되었다.                  |
| 728 편성 | 1988년         | 2021년         | 10량 상태로 도입되었다. 또한 8량 편성을 감축되었다.                  |
| 729 편성 | 1988년         | 2021년         | 10량 상태로 도입되었다. 또한 8량 편성을 감축되었다.                  |
| 730 편성 | 1988년         | 2021년         | 10량 상태로 도입되었다. 또한 8량 편성을 감축되었다.                  |
| 731 편성 | 1988년         | 2022년         | 10량 상태로 도입되었다. 또한 8량 편성을 감축되었다.                  |
| 732 편성 | 1988년         | 2022년         | 10량 상태로 도입되었다. 또한 8량 편성을 감축되었다.                  |
| 733 편성 | 1989년         | 2022년         | 10량 상태로 도입되었다. 또한 8량 편성을 감축되었다.                  |
| 734 편성 | 1989년         | 2022년         | 10량 상태로 도입되었다. 또한 8량 편성을 감축되었다.                  |